# Psi (litera)
Psi (stgr. ψῖ, nw.gr. ψι, pisana Ψψ) – dwudziesta trzecia litera alfabetu greckiego. W greckim systemie liczbowym oznacza liczbę 700.

## Użycie jako symbolu
- w mechanice kwantowej Ψ oznacza funkcję falową
- w mechanice Ψ oznacza współczynnik wyboczenia pręta ściskanego
- w psychologii Ψ oznacza psychikę
- w parapsychologii psi jest wspólnym określeniem na wszystkie zjawiska paranormalne
- w botanice Ψ oznacza potencjał wody w roślinie

## Kodowanie
W Unicode litera jest zakodowana:
| Znak | Unicode | Kod HTML                      | Nazwa unikodowa          | Nazwa polska             |
| ---- | ------- | ----------------------------- | ------------------------ | ------------------------ |
| Ψ    | U+03A8  | &Psi; lub &#x03A8; lub &#936; | GREEK CAPITAL LETTER PSI | wielka litera grecka psi |
| ψ    | U+03C8  | &psi; lub &#x03C8; lub &#968; | GREEK SMALL LETTER PSI   | mała litera grecka psi   |

W LaTeX-u używa się znacznika:
| Znak                  | LaTeX |
| --------------------- | ----- |
| {\displaystyle \Psi } | \Psi  |
| {\displaystyle \psi } | \psi  |